# Sindrome di Alfidi
La sindrome di Alfidi o renal-splanchnic steal syndrome (sindrome da furto splancnico renale) venne individuata dal radiologo italiano emigrato negli Stati Uniti Ralph Alfidi negli anni sessanta e consiste nella occlusione dell'asse celiaco con conseguente ipertensione.